# Єгона
Єго́на (рос. Егона) — селище у складі Красногорського району Алтайського краю, Росія. Входить до складу Красногорської сільської ради.

## Населення
Населення — 4 особи (2010; 16 у 2002).
Національний склад (станом на 2002 рік):
- кумандинці — 75 %